# برج کامپیوتر

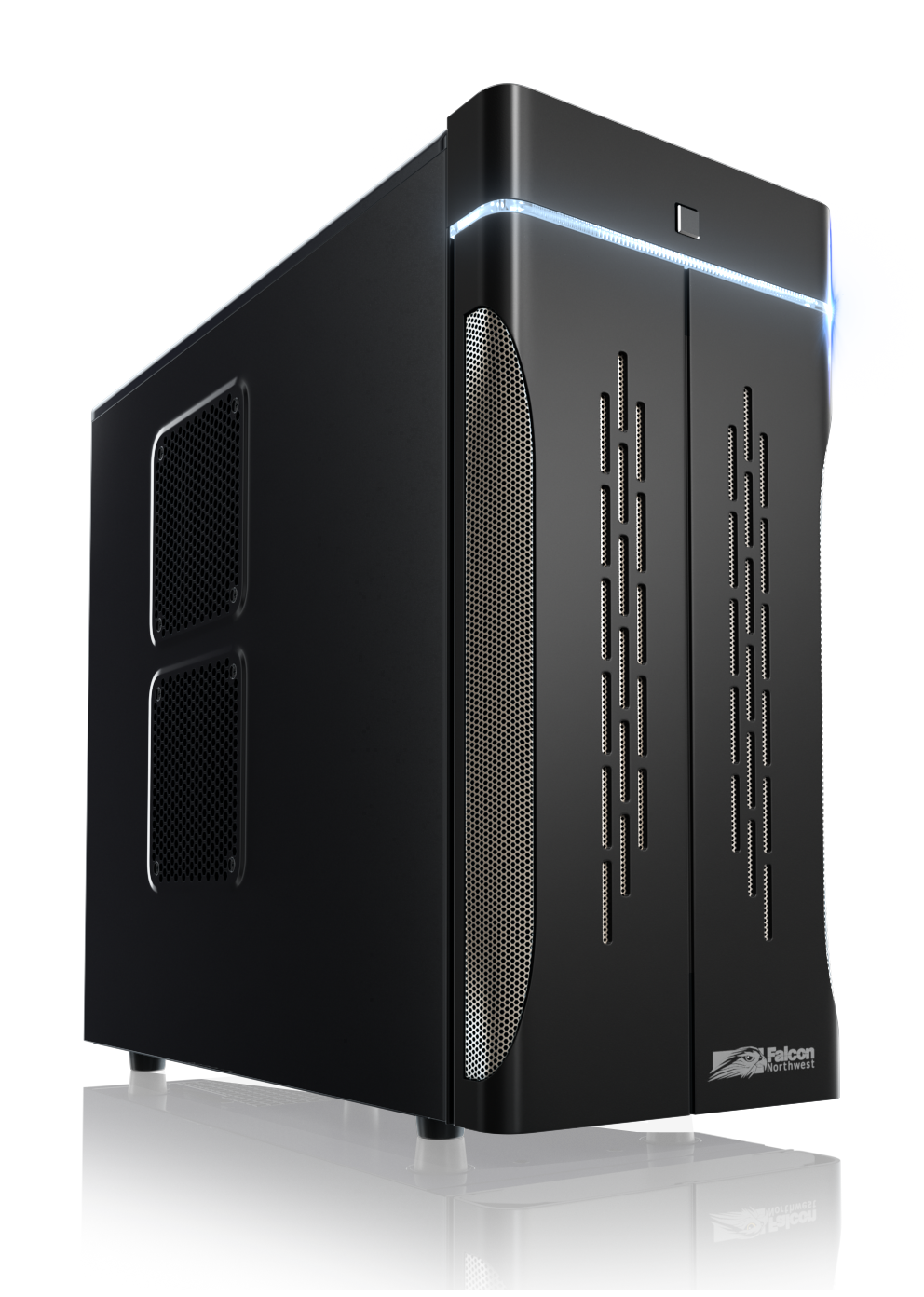
یک کیس رایانه‌ای میان برج از 2011

در رایانه‌های شخصی، واحد برج، یا به سادگی برج، یک ضریب شکلی از  کیس رایانه رومیزی است که ارتفاع آن بسیار بیشتر از عرض آن است و بنابراین ظاهر یک ساختمان بلندمرتبه ایستاده را دارد، در مقابل یک کیس رایانه سنتی "جعبه پیتزا" که عرض آن بیشتر از ارتفاع آن است و به صورت مسطح قرار می‌گیرد.
در مقایسه با کیس جعبه پیتزا، برج تمایل به بزرگتر بودن دارد و برای همان فضای میز اشغال شده، حجم داخلی بیشتری را فراهم می‌کند و بنابراین اجازه نصب سخت‌افزار بیشتر و به طور نظری جریان هوای بهتر برای خنک کردن را می‌دهد. زیرمجموعه‌های اندازه مختلفی از ضریب شکلی برج ایجاد شده‌اند تا ارتفاع‌های متفاوت آنها را متمایز کنند، از جمله برج کامل, برج میانی, برج میدی و برج مینی; این طبقه‌بندی‌ها اما به طور مبهم تعریف شده‌اند و به طور ناهماهنگ توسط تولیدکنندگان مختلف اعمال می‌شوند. 
البته طرح سنتی برای یک سیستم برج این است که کیس روی میز در کنار مانیتور و سایر لوازم جانبی قرار گیرد، اما پیکربندی بسیار رایج‌تر این است که کیس روی زمین زیر میز یا در یک محفظه زیر میز قرار گیرد تا فضای میز را برای سایر اقلام آزاد کند. سیستم‌های رایانه‌ای که در ضریب شکلی افقی "جعبه پیتزا" قرار دارند — که زمانی توسط IBM PC در دهه ۱۹۸۰ محبوب شد اما از اواخر دهه ۱۹۹۰ از استفاده گسترده خارج شده است — به عنوان رومیزی ها نامگذاری شده‌اند تا آنها را با برج‌هایی که اغلب زیر میز قرار می‌گیرند، متمایز کنند.

## زیرمجموعه‌ها
کیس‌های برج اغلب به عنوان برج مینی، برج میدی، برج میانی یا برج کامل دسته‌بندی می‌شوند. این اصطلاحات ذهنی بوده و توسط تولیدکنندگان مختلف به‌طور ناهماهنگ تعریف می‌شوند.

### برج کامل

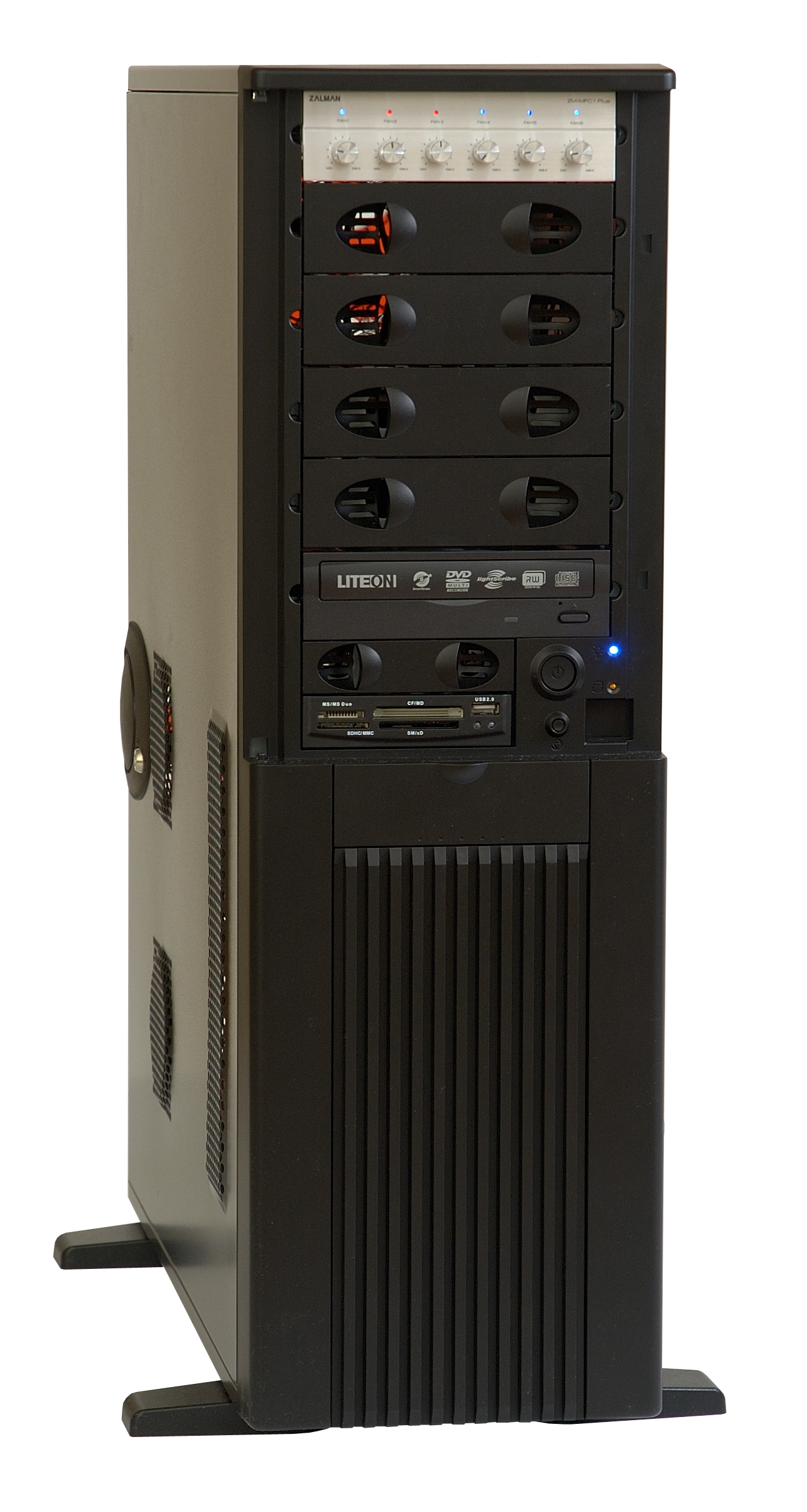
یک کیس کامپیوتر برج کامل از حدود سال 2010

کیس‌های برج کامل، که معمولاً ۲۰ اینچ (۵۱ سانتیمتر) یا بیشتر ارتفاع دارند، برای حداکثر قابلیت گسترش طراحی شده‌اند. برای علاقه‌مندان به کیس مودینگ و گیمرهایی که می‌خواهند بازی‌های ویدئویی با چالش‌های فنی بالا را بازی کنند، کیس برج کامل همچنین به عنوان کیس کامپیوتر بازی ایده‌آل محسوب می‌شود زیرا قادر به جای‌دادن سیستم‌های گسترده خنک‌کننده آبی و فن‌های بزرگتر کیس است. به طور سنتی، سیستم‌های برج کامل دارای بین چهار تا شش جایگاه درایو 5.25 اینچی نیم‌ارتفاع به صورت دسترسی خارجی و تا ده جایگاه درایو 3.5 اینچی بودند.: 138  برخی از کیس‌های برج کامل شامل درهای قفل‌دار جانبی و ویژگی‌های امنیت فیزیکی دیگر بودند تا از سرقت دیسک‌های داخل آن جایگاه‌ها جلوگیری کنند. با این حال، با حرکت فناوری مدرن کامپیوتر از هارد درایوهای مکانیکی و درایو نوری به سمت دستگاه‌های حافظه حالت جامد مانند فلش USB، حافظه‌های حالت جامد (SSD)، ذخیره‌سازی خارجی با ظرفیت بالا، و ذخیره سازی ابری، چنین فراوانی از جایگاه‌های درایو داخلی و خارجی کمتر رایج شده است. کیس‌های برج کامل جدیدتر تنها دارای یک یا دو جایگاه درایو خارجی، یا اصلاً هیچ جایگاهی نیستند، و جایگاه‌های داخلی به مکان‌های دیگری در کیس منتقل شده‌اند تا فضا آزاد شود و جریان هوا بهبود یابد.
کیس‌های برج کامل به راحتی مادربوردهای ATX با اندازه کامل را در خود جای می‌دهند اما ممکن است به دلیل استاندارد سازگاری نقاط نصب، مادربوردهای microATX کوچکتر را نیز پشتیبانی کنند. کیس‌های برج کامل ممکن است دارای عمق و طول بیشتری نسبت به همتایان کوتاه‌تر خود باشند، که به آن‌ها اجازه می‌دهد مادربوردهای Extended ATX، کارت‌های گرافیک بزرگتر و گرماگیر‌های بزرگتر را نیز در خود جای دهند. از دهه 2010، کیس‌های برج کامل معمولاً توسط علاقه‌مندان به عنوان کیس‌های نمایشی با خنک‌کننده آبی سفارشی، نورپردازی RGB LED و پانل‌های جانبی از جنس شیشه سکوریت یا شیشه آکریلیک استفاده می‌شوند. این کیس‌ها ممکن است دو مادربورد (مانند کیس Corsair 1000D) و دو منبع تغذیه (Corsair 900D) را نیز در خود جای دهند.

### برج میانی
کیس‌های برج میانی، که معمولاً بین ۱۶ اینچ (۴۱ سانتیمتر) و ۲۰ اینچ (۵۱ سانتیمتر) ارتفاع دارند، رایج‌ترین ضریب شکلی برای برج‌های کامپیوتر شخصی هستند. پیش از اواخر دهه 2010، برج‌های میانی دارای بین سه تا چهار جایگاه درایو 5.25 اینچی و تعداد معادلی جایگاه 3.5 اینچی برای قرار دادن درایو نوری، درایو فلاپی دیسک و هارد دیسک بودند، و به اندازه کافی فضا برای یک مادربورد ATX استاندارد و واحد تغذیه فراهم می‌کردند. از آنجایی که استفاده گسترده از فلش USB، حافظه‌های حالت جامد (که فضای کمتری نسبت به هارد دیسک‌های چرخان اشغال می‌کنند) و کاهش استفاده از درایوهای نوری داخلی، تعداد جایگاه‌های درایو برای کاربر امروزی کامپیوتر اهمیت کمتری پیدا کرده است، فضای داخلی برج‌های میانی اکنون بیشتر برای خنک‌کننده‌های آبی حلقه بسته، کارت‌های گرافیک دوگانه و SSDهای فشرده استفاده می‌شود.

### برج میدی
اصطلاح بازاریابی برج میدی گاهی به کیس‌هایی اشاره دارد که کوچکتر از برج میانی اما هنوز بزرگتر از برج مینی هستند (نگاه کنید به پایین)، و معمولاً دارای دو تا سه جایگاه خارجی هستند. در مواقع دیگر، این اصطلاح ممکن است مترادف با برج میانی باشد.

### برج مینی
کیس‌های برج مینی، که بین ۱۲ اینچ (۳۰ سانتیمتر) و ۱۶ اینچ (۴۱ سانتیمتر) ارتفاع دارند، بین مشخصات Mini-ITX برای کامپیوترهای با ضریب شکلی کوچک و برج میانی قرار می‌گیرند. کیس‌های برج مینی معمولاً تنها مادربوردهای microATX را جا می‌دهند و به همین دلیل در بازار مصرف‌کننده کمتر از سایر کلاس‌های اندازه برج‌های کامپیوتری فروخته می‌شوند.: 94–95  به‌طور سنتی، برج‌های مینی تنها یک یا دو جایگاه درایو دیسک (یا 5.25 اینچی یا 3.5 اینچی) داشتند.

## تاریخچه

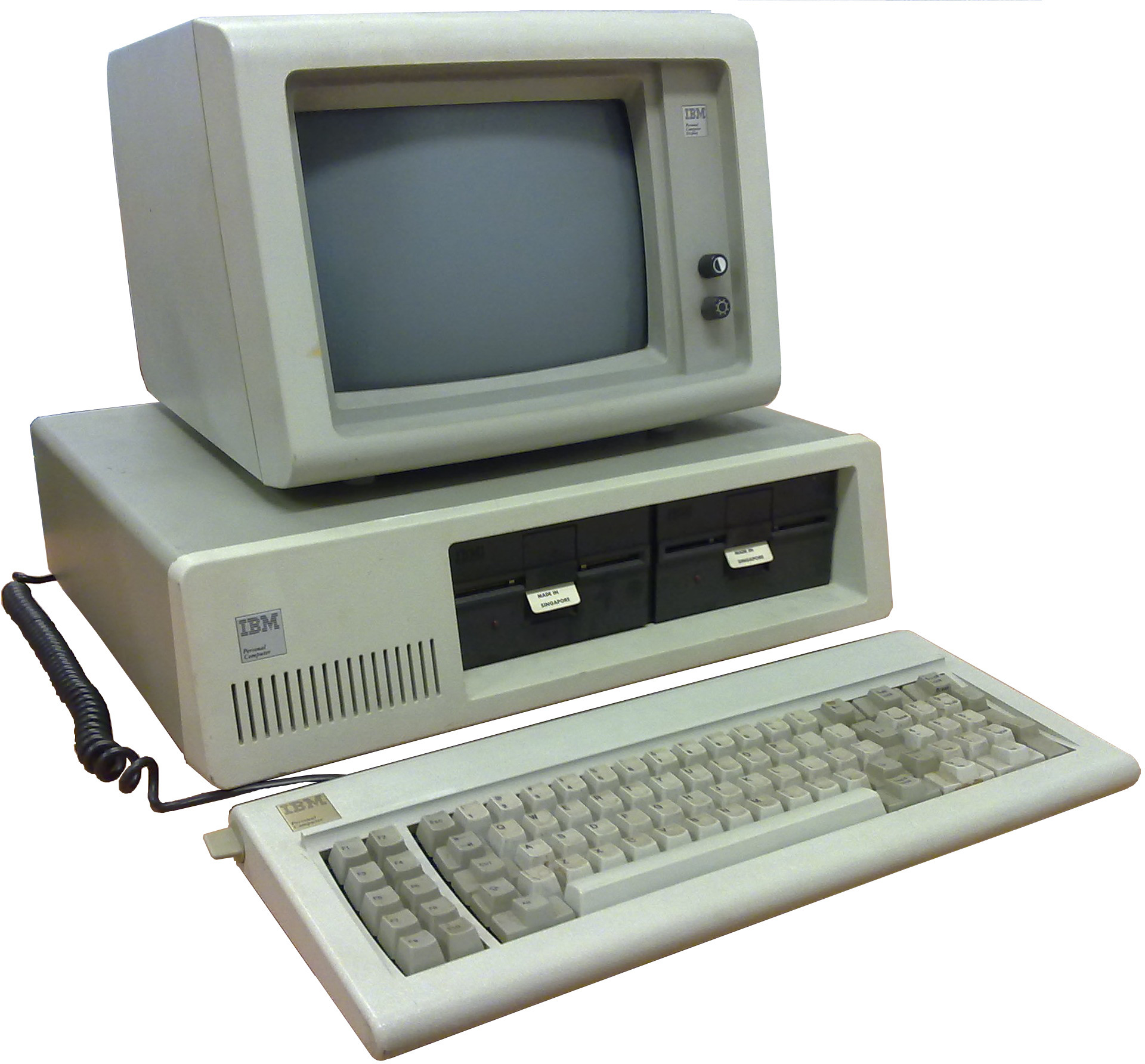
واحد سیستم به صورت افقی کامپیوتر شخصی اصلی IBM PC که استاندارد de facto برای تنظیم فیزیکی کامپیوترهای شخصی از اوایل دهه ۱۹۸۰ تا میان دهه ۱۹۹۰ تعیین کرد.

ضریب شکل برج می‌تواند به عنوان یک کوچک‌نمایی تناسبی از بزرگ‌رایانه و رایانه های کوچک‌ دیده شود، برخی از آن‌ها شامل جعبه‌های بلند و جلوه‌گر که تقریباً تا سقف می‌رسد. در آغاز دوره رایانه کوچک, بیشتر سیستم‌ها با [[صفحه کلید رایانه|صفحه کلید داخل شاسی همان سیستم اصلی بورد مدار چاپی قرار داشتند. این نوع رایانه‌ها به عنوان رایانه خانگی شناخته می‌شدند و شامل سیستم‌های محبوبی نظیر Apple II, TRS-80, VIC-20, و Commodore 64 بودند. در سال ۱۹۸۱، IBM کامپیوتر شخصی IBM را معرفی کرد، یک سیستم که در چندین سال پس از معرفی به طور گسترده‌ای در نهادها و کسب‌وکارهای خانگی جایگاه خود را پیدا کرد و استاندارد جدیدی را برای تنظیم فیزیکی رایانه‌های کوچک تعیین کرد. IBM PC و نسل‌های پساورق ها به طور جداگانه برد سیستم و کارت‌های توسعه را در یک واحد افقی جای داده بودند، با صفحه کلید معمولاً در جلو و مانیتور CRT معمولاً روی واحد سیستم قرار گرفته است؛ جلوی واحد سیستم یک یا چند درایوی دیسک داشت.
در سال ۱۹۸۲، ان‌سی‌آر سری برج از رایانه‌های کاری معرفی کرد، که به خاطر تنظیمات بلند و عمودی آن‌ها به نام "برج" نامگذاری شده بودند و برای قرار گرفتن زیر میز طراحی شده بودند. نخستین مدل، تاور ۱۶۳۲، به ارتفاع ۲۹ اینچ بود و از پردازندهٔ میکروسنترال موتورولا ۶۸۰۰۰ استفاده می‌کرد. قیمت این مدل که به بالای ۱۲,۵۰۰ دلار می‌رسید، برای اجرای سیستم عامل یونیکس طراحی شده بود و تا ۱۶ کاربر مجازی هم‌زمان را پشتیبانی می‌کرد. ان‌سی‌آر ادامه داد به اضافه کردن به خط تولید برج تا دههٔ ۱۹۸۰ ادامه داد.
در سال ۱۹۸۳، شرکت تندی تندی ۲۰۰۰ خود را با یک پایه‌ی زمینی اختیاری ارائه داد که این کیس میزی معمولی را به طرف ورودی تغییر شکل داد و امکان جا انداختن آن زیر میز فراهم شد؛ نشان مربعی روی تندی ۲۰۰۰ می‌تواند جدا شده و عمودی گردانیده شود.  در سال ۱۹۸۴، شرکت آی‌بی‌ام به پیروی از این روند با PC/AT خود رفت، که شامل یک "قفسهٔ زمینی" اختیاری با قیمت ۱۶۵ دلار بود. از سه ورودی اولیه در خط محصولات RT PC شرکت در سال ۱۹۸۶، دو واحد برج بودند، در حالی که واحد سوم یک کیس افقی سنتی مانند AT و کامپیوترهای قبلی بود.

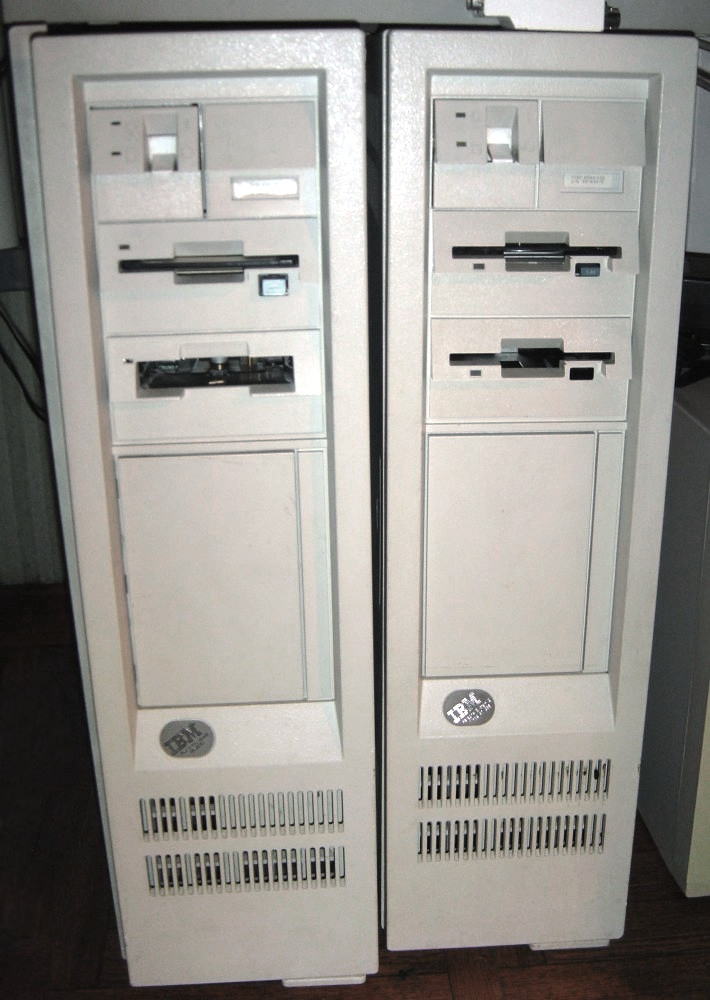
یک IBM PS/2 Model 60 (چپ) و یک PS/2 Model 80 (راست) کنار هم. این مدل‌ها اولین کامپیوترهای Intel مبتنی بر IBM بودند که به شکل برج ساخته شده بودند.

در سال ۱۹۸۷، IBM مدل PS/2 Model 60 را معرفی کرد، یکی از ورودی‌های اولیه در خط محصولات Personal System/2 کامپیوترهای شخصی. این اولین کامپیوتر مبتنی بر Intel بود که کاملاً درون یک کیس برج ساخته شده بود. مدل PS/2 Model 60 در مشخصات فنی خود مقایسه‌پذیر با همسر خود، PS/2 Model 50 بود که از فرم فاکتور میزی افقی برخوردار بود. در حالی که Model 50 تنها چهار اسلات گسترش و سه بیز درایو داشت، Model 60 دارای هشت اسلات گسترش و چهار بیز درایو بود. به دلیل پتانسیل افزایش یافته برای اتصالات و کارهای چند وظیفه‌ای، روزنامه‌نگاران فناوری Model 60 را به عنوان یک ماشین چندکاره تصور می‌کردند، با این حال سیستم‌عامل‌های چندکاربره که پردازنده Intel 80286 را پشتیبانی می‌کردند برای هر دو مدل 50 و 60 در سال ۱۹۸۷ کمی دشوار بود. بعد از آن، IBM در همان سال با مدل PS/2 Model 80 بر پایه برج آورد که اولین کامپیوتر شرکت بود که توسط پردازنده i386 قدرت داده شده بود.
بر اساس The New York Times در سال ۱۹۸۸، مدل‌های PS/2 60 و 80 از IBM جریان تهیه‌کنندگان کامپیوترها را برای ارائه مدل‌های سازگار با PC به فرم فاکتور برجی اختیاری آغاز کردند:
جریان مقابل این است که کامپیوترهای شخصی را از روی میز برمی‌دارند و آن‌ها را روی زمین قرار می‌دهند. IBM با پیکربندی برج برای مدل‌های PS/2 60 و 80 آن را شروع کرد و حداقل دوازده شرکت در نمایشگاه COMDEX کامپیوترهای قابل نصب روی زمین را نمایش می‌دادند. این مدل‌های برجی، آزاد از نیاز به جا شدن روی میز، به گونه‌ای بزرگتر می‌شوند تا فضای کافی برای درایوهای دیسک بزرگ، درایوهای فلاپی متنوع و دستگاه‌های پشتیبانی، و فضای لازم برای تا دوازده اسلات برای برد‌های قابل جای‌گذاری فراهم کنند.
در اواخر دهه ۱۹۸۰، شرکت‌هایی نظیر Curtis Computer Products، ایستگاه‌های کفی پس‌فروشی را عرضه کردند که امکان نگهداری کامپیوترهای میزی افقی را به صورت عمودی روی زمین فراهم می‌کردند. در سال ۱۹۸۹، بریت هیوم در مقاله‌ای در The Washington Post، استفاده از چنین تجهیزاتی را به عنوان بهترین تنظیمات ارگونومیک برای کامپیوترها توصیه کرده و ذکر کرده است که "بر خلاف افسانه‌های مرسوم، قرار دادن کامپیوترها به صورت عمودی به آن‌ها آسیب نمی‌زند و دیسک‌های شما را دور نمی‌اندازد."
به گفته‌ی یک مقالهٔ دوره‌ای در PC Week، تحول از کامپیوترهای میزی افقی به برج‌ها تا حد زیادی تا سال ۱۹۹۴ به پایان رسیده بود. قفسه‌های کامپیوتر یا سیستم‌های پیش‌ساخته ارائه شده در فرم فاکتور سنتی افقی از آن زمان به عنوان میزها مجزا دسته‌بندی شده‌اند، تا آن‌ها را با برج‌های معمولاً روی زمین قرار گرفته مقایسه کنند.
برای برنده Benchoff در Hackaday ادعا شد که محبوبیت Macintosh Quadra 700 نقطه عطفی بود برای تولید کنندگان کامپیوتر برای انتقال به فرم فاکتور برجی به طور گسترده. فرم فاکتور برجی Quadra 700 به صورت ضروری بود: لوازم جانبی معمول Quadra شامل مانیتورهای CRT رنگی نسبتاً سنگین از آیفون (که صفحه نمایش آنها به صورت مورب بزرگتر از 20 اینچ وزن 80 پوند یا بیشتر می‌تواند داشته باشد) که توسط صنعت انتشار میزبان مورد علاقه بودند در دهه 1990. اینگونه مانیتورها تهدید به له کردن چارچوب‌های پلاستیکی Macintosh IIcx و IIci داشتند؛ مشتریان ممکن بود مانیتورهای سنگین را به دلیل ضریب شکلی افقی آن ها روی IIcx و IIci افزایش دهند.

## همچنین ببینید
تین کلاینت
کامپیوتر همه کاره
ضریب شکلی رایانه رومیزی